# Prywatne Gimnazjum Żeńskie Heinricha Belowa w Poznaniu
Gimnazjum Heinricha Belowa i Marii Knothe – zabytkowy budynek dawnego prywatnego gimnazjum żeńskiego w Poznaniu, należącego do Heinricha Belowa (ul. Kościuszki 95). Obecnie mieści agendy Urzędu Marszałkowskiego Województwa Wielkopolskiego.
Obiekt zbudowano w latach 1910-1911 według projektu Fritza Teubnera w stylu nawiązującym do architektury barokowej, na rzucie litery H. Sale lekcyjne usytuowano na piętrach, a w przyziemiu zlokalizowano m.in. salę gimnastyczną i pomieszczenia gospodarcze, w tym mieszkanie woźnego. Z uwagi na swoją prestiżową lokalizację (na skraju Dzielnicy Cesarskiej), gmach charakteryzował się wybujałymi formami i bogatą ornamentyką.
Po II wojnie światowej salę gimnastyczną zlikwidowano, dzieląc ją na dwie kondygnacje. Usunięto też część ornamentu (głównie boniowania).